# Bosio
Bosio (Beuso in piemontese, Bêuxo o Bêuzo in ligure, nel 1945 era chiamato Bosio dei Martiri della Benedicta) è un comune italiano di 1 025 abitanti della provincia di Alessandria in Piemonte. Posto sull'Appennino ligure, Bosio è uno dei comuni del Novese, regione geografica del Basso Piemonte che prende il nome dalla città di Novi Ligure.

## Geografia fisica
Il comune è situato sull'Appennino ligure settentrionale, sulla sinistra del torrente Ardana, affluente del Lemme, a sud del capoluogo. Nella sua porzione meridionale il comune di Bosio giunge a confinare, unico comune del Piemonte, con il comune di Genova, in corrispondenza dello spartiacque appenninico che separa l'alto corso dello Stura da quello del Leira. Su questo crinale si trova il punto della regione Piemonte a minor distanza, in linea d'aria, dal Mar Ligure, da cui dista circa 7 chilometri. È inoltre l'unico comune piemontese a confinare con un comune con accesso al mare.

## Storia
Il comune fu istituito con Decreto Legislativo 5 marzo 1948, separando dal comune di Parodi Ligure le frazioni di Bosio, Spessa, Serra, Costa S. Stefano e Capanne di Marcarolo. Il territorio comunale apparteneva in precedenza alla Liguria (Divisione di Genova) e fu assegnato al Piemonte ai tempi del Decreto Rattazzi.
Bosio è tra le Città decorate al Valor Militare per la Guerra di Liberazione perché è stata insignita della Croce di Guerra al Valor Militare per i sacrifici delle sue popolazioni e per la sua attività nella lotta partigiana durante la seconda guerra mondiale.

### L'eccidio della Benedicta
Il cascinale della Benedicta, antico monastero medievale, fu scelto nella primavera del 1944 come quartier generale dei partigiani stanziati in prossimità del Monte Tobbio. Ad essa facevano riferimento diverse centinaia di giovani male armati e privi di addestramento militare.
Il 7 aprile 1944, forze tedesche e fasciste circondarono la zona e passarono immediatamente all'azione. Oltre ai caduti in combattimento, furono catturate e fucilate 97 persone. Altre decine di partigiani furono in seguito fucilati al passo del Turchino, a Voltaggio, a Cravasco, località poco distante da Campomorone. Altri ancora caddero nel corso del rastrellamento, protrattosi per diversi giorni.
Alcune centinaia di partigiani riuscirono a fuggire, mentre altri 400 vennero deportati a Mauthausen (duecento di loro riuscirono, con l'aiuto della popolazione, a fuggire alla stazione di Sesto San Giovanni). Il cascinale della Benedicta venne minato e fatto saltare dai nazifascisti. L'evento è ricordato da un sacrario commemorativo sul luogo della strage.
Nel 2001 è sorta l'Associazione "Memoria della Benedicta" che si propone di costruire, presso i ruderi della Benedicta, un centro di documentazione permanente dedicato all'eccidio e, più in generale, ai temi della guerra e della pace. La prima fase dei lavori dell'Associazione ha permesso di recuperare il grande cortile del cascinale e di consolidare i ruderi.

### Simboli
Lo stemma e il gonfalone del comune di Bosio sono stati concessi con decreto del presidente della Repubblica del 16 aprile 1957.
Lo stemma raffigura, in campo di rosso, un castello costituito da cinque torrioni merlati alla guelfa, d'argento, e fondato su una campagna di verde.
Il gonfalone è un drappo partito di bianco e di rosso.

### Onorificenze
Bosio è tra le città decorate al valor militare per la guerra di liberazione, insignito della croce di guerra al valor militare per i sacrifici delle sue popolazioni e per l'attività nella lotta partigiana durante la seconda guerra mondiale:

## Monumenti e luoghi d'interesse
- Chiesa dei Santi Pietro e Marziano
- Abbazia della Benedicta
- Monte Tobbio

## Società

### Evoluzione demografica
Abitanti censiti

## Amministrazione
Di seguito è presentata una tabella relativa alle amministrazioni che si sono succedute in questo comune.
| Periodo        | Periodo        | Primo cittadino                | Partito                              | Carica  | Note  |
| -------------- | -------------- | ------------------------------ | ------------------------------------ | ------- | ----- |
| 6 giugno 1985  | 26 maggio 1990 | Giancarlo Merlo                | Democrazia Cristiana                 | Sindaco | [ 9 ] |
| 26 maggio 1990 | 24 aprile 1995 | Tiziana Guido                  | lista civica                         | Sindaco | [ 9 ] |
| 24 aprile 1995 | 14 giugno 1999 | Giovanni Alessandro Ferrettino | centro-destra                        | Sindaco | [ 9 ] |
| 14 giugno 1999 | 14 giugno 2004 | Stefano Persano                | lista civica                         | Sindaco | [ 9 ] |
| 15 giugno 2004 | 8 giugno 2009  | Giuliano Guido                 | lista civica                         | Sindaco | [ 9 ] |
| 8 giugno 2009  | 25 maggio 2014 | Marco Ratti                    | lista civica                         | Sindaco | [ 9 ] |
| 25 maggio 2014 | 26 maggio 2019 | Stefano Persano                | lista civica Bosio nel cuore         | Sindaco | [ 9 ] |
| 26 maggio 2019 | 9 giugno 2024  | Stefano Persano                | lista civica Bosio nel cuore         | Sindaco | [ 9 ] |
| 9 giugno 2024  | in carica      | Domenico Merlo                 | lista civica Tutti insieme per Bosio | Sindaco | [ 9 ] |

### Altre informazioni amministrative
Il comune è sede del Parco Regionale delle Capanne di Marcarolo e faceva parte della Comunità Montana Alta Val Lemme e Alto Ovadese, oggi soppressa.

## Economia

### Agricoltura
Importante l'attività agricola della coltivazione della vite e produzione del vino; Bosio, per la sua particolare collocazione geografica (il comune più vicino al mare del Piemonte), vanta la produzione di due vini a denominazione controllata e garantita, il Gavi o Cortese di Gavi e l'Ovada o Dolcetto d'Ovada superiore e diversi altri vini a denominazione di origine controllata. Il Comune nel 2012 si è dotato di un Albo Comunale dei Vigneti storici.